# Hylettus nebulosus
Hylettus nebulosus är en skalbaggsart som beskrevs av Monné 1982. Hylettus nebulosus ingår i släktet Hylettus och familjen långhorningar. Inga underarter finns listade i Catalogue of Life.